# Jackie Wilson
Jack Leroy "Jackie" Wilson, Jr. (Míchigan, 9 de junio de 1934 - Nueva Jersey, 21 de enero de 1984) fue un cantante y artista norteamericano. Conocido como "Mr. Excitement", Wilson fue importante en la transición del rhythm and blues al soul. Fue un reputado showman además de uno de los más dinámicos intérpretes y artistas de la historia del R&B y el rock. Alcanzó la fama en sus primeros años como miembro del grupo vocal de R&B Billy Ward and His Dominoes, continuó su carrera en solitario en el año 1957 y grabó más de 50 canciones de éxito que comprendían estilos como el R&B, pop, soul, doo-wop y el easy listening. En 1975 durante un concierto benéfico, sufrió un ataque al corazón en el escenario que le sumió en un coma durante casi nueve años hasta su muerte en 1984. Por esta época, se había convertido en uno de los artistas más influyentes de su generación.
Incluido en el Salón de la Fama Grammy en dos ocasiones, así como en el Salón de la Fama del Rock en 1987. En 2004, la revista Rolling Stone situó a Jackie Wilson en el puesto 68 de la lista de los 100 mejores artistas de todos los tiempos

## Biografía
Jack Leroy Wilson, Jr. nació el 9 de junio de 1934 en Detroit (Míchigan), hijo único de Jack Sr. y Eliza Mae Wilson, que previamente habían perdido a dos niños. Creció en Highland Park, en el área metropolitana de Detroit, donde comenzó a cantar a una edad muy temprana, formando parte de un cuarteto llamado "the Ever Ready Gospel Singers". No tuvo una infancia fácil, su padre, alcohólico y a menudo sin trabajo, se divorció de su madre antes de que él cumpliera 9 años. El propio Wilson comenzó a beber muy joven. Pasó dos veces por el correccional de menores y a los 15 años abandonó los estudios para dedicarse al boxeo. Comenzó a boxear en el circuito amateur de Detroit, sin embargo, tuvo que dejar su carrera como púgil tras casarse y ser padre con a penas 17 años. Jackie Wilson inició su andadura musical trabajando como cantante solista en el Lee's Sensation Club de Detroit, y pronto formó su propia banda, llamada "The Falcons".
A raíz de su descubrimiento por el cazatalentos Johnny Otis en 1951, Wilson entró a formar parte de un grupo llamado The Thrillers, que más tarde cambiaría su nombre a The Royals. Tras grabar la versión del tema "Danny Boy", junto con algunos temas más, para Dee Gee Records bajo el nombre de Sonny Wilson, realiza una audición para sustituir al popular Clyde McPhatter en el grupo The Dominoes. Wilson cantó como solista o segundo tenor de The Dominoes durante cuatro años. Realizaron numerosas actuaciones por Estados Unidos y en 1956, el tema "St. Therese of the Roses", primero en al que aparecía Wilson como voz solista, alcanzó el número 1 de las listas Pop de Estados Unidos. 
En 1957 abandonó The Dominoes para iniciar su carrera en solitario y firmó con la discográfica de Brunswick Records. "Reet petite" fue el primer sencillo de Wilson para la nueva compañía. El tema fue escrito por Berry Gordy, también exboxeador, y por Billy Davis, primo de Wilson, que componía bajo el seudónimo de Tyran Carlo. Este grupo de trabajo continuó por un tiempo y fue responsable de los primeros éxitos del cantante. En aquel primer período como solista, los resultados comerciales no mantenían un ritmo constante. Lentamente, Wilson fue conquistando un mayor poder de decisión y llegó a crear canciones con un estilo totalmente nuevo, "Lonely teardrops" vendió más de un millón de copias en 1959 y recibió el disco de oro, "You better know it" y "Talk that talk" (1959), "Doggin' around" (1960), la balada "Night", número uno en las listas y otro sencillo millonario que le valió un nuevo disco de oro, "A woman, a lover, a friend" o "The tear of the year". Wilson ya convertido en una celebridad, fue apodado "Mr.Excitement", debido al desenfreno con el que se movía en sus actuaciones. Su estilo fue fuente de inspiración para artistas de la talla de James Brown, Elvis Presley o Michael Jackson.
Tras aparecer en la película "Go Johnny Go" interpretando su éxito de 1959 "You Better Know It", Wilson experimentó un breve periodo de decadencia con una serie de lanzamientos de resultados modestos. Tras un par de años apagados volvió a triunfar con Whispers (1966) y con Higher and higher (1967) aunque éstos fueron sus últimos grandes éxitos. Wilson entró en los años setenta en una crisis de ideas, en 1972 publicó el álbum "Nowstalgia", un tributo a Al Jolson, que fue un rotundo fracaso comercial. Pero, a pesar de sus bajas ventas, su cotización como cantante continuó siendo muy alta. Su precaria situación económica le obligó a multiplicar sus actuaciones para conseguir el dinero con el que pagar la pensión alimentaria de sus dos exmujeres.

## Muerte
Ésta sería una de las causas del ataque al corazón que sufrió el 29 de septiembre de 1975 en el Latín Casino de Cherry Hill (Nueva Jersey), mientras interpretaba el tema Lonely Teardrops en el escenario. Cayó desplomado golpeándose en la cabeza y fue trasladado a un hospital cercano donde fue reanimado, sin embargo la falta de oxígeno en el cerebro le produjo un coma y gravísimas lesiones cerebrales. Wilson salió del coma, pero tuvo que llevar una vida vegetativa hasta que murió de neumonía el 21 de enero de 1984. Inicialmente fue enterrado en una tumba sin nombre en el cementerio de Westlawn, cerca de Detroit. En 1987, los fanáticos juntaron dinero en una recaudación de fondos encabezada por un disc jockey de Orlando Jack (el rapero) Gibson para comprar un mausoleo. El 9 de junio de 1987, se celebró una ceremonia y Wilson fue enterrado en el mausoleo en el cementerio de Westlawn en Wayne, Míchigan. Su madre Eliza Wilson, quien murió en 1975, también fue puesta en el mausoleo.

## Vida personal
Wilson se convirtió al judaísmo cuando era adulto. [37] Wilson tenía fama de ser de mal genio y promiscuo. [8] En su autobiografía, Patti LaBelle acusó a Wilson de agredir sexualmente a su ayudante de bastidor en un teatro de Brooklyn a principios de la década de 1960. [38]
Según los informes, el 15 de febrero de 1961, en Manhattan, Wilson recibió un disparo de una fan llamada Juanita Jones. [39] Sin embargo, Jones era una de sus novias, y ella le disparó en una furia celosa después de que él regresó a su apartamento de Manhattan con otra mujer, la modelo de moda Harlean Harris, una exnovia de Sam Cooke. [40] La gerencia de Wilson supuestamente inventó la historia de que ella era una fanática entusiasta para proteger la reputación de Wilson. Afirmaron que Jones era una fanática obsesionada que había amenazado con pegarse un tiro, y que la intervención de Wilson resultó en su disparo. [39] [41] Wilson recibió un disparo en el estómago. La bala le produjo la pérdida de un riñón y se alojó demasiado cerca de su columna vertebral para ser operado.[6] A principios de 1975, durante una entrevista con el autor Arnold Shaw, Wilson sostuvo que en realidad era un fanático celoso que no sabía que le disparó. "También tuvimos algunos problemas en 1961. Fue entonces cuando una chica loca me disparó y casi me alejó para siempre...". [42] No se presentaron cargos contra Jones.

## Problemas legales
En 1960, Wilson fue arrestado y acusado de agredir a un oficial de policía cuando los fanáticos intentaron subir al escenario en Nueva Orleans. Agredió a un policía que había empujado a uno de los fanáticos.
En 1964, Wilson saltó desde una ventana del segundo piso en el Auditorio Kiel en St. Louis para evitar ser arrestado después de un espectáculo. Su arresto se debió a un incumplimiento de una sentencia contractual de $ 2,200 dólares en la que no se presentó en The Riviera Club en 1959. La policía lo atrapó y lo encarceló por un día antes de pagar una fianza de $ 3,000 dólares.
En marzo de 1967, Wilson y su baterista, Jimmy Smith, fueron arrestados en Carolina del Sur por "cargos morales". Los dos estaban entreteniendo a dos mujeres blancas de 24 años en su habitación de motel.

## Problemas financieros
En 1961, Wilson declaró ganancias anuales de $ 263,000 dólares mientras que el salario anual promedio en ese momento era de solo $ 5,000 dólares, pero descubrió que, a pesar de estar en la cima del éxito, estaba en quiebra. Alrededor de este tiempo, el Servicio de Impuestos Internos (IRS) confiscó la casa de la familia de Wilson en Detroit. Se suponía que Tarnopol y sus contadores se ocuparían de tales asuntos. Wilson hizo arreglos con el IRS para restituir los impuestos no pagados. También volvió a comprar la casa familiar en una subasta. Nat Tarnopol se había aprovechado de la ingenuidad de Wilson, mal administrando su dinero desde que se convirtió en su gerente. Tarnopol también tenía poder sobre las finanzas de Wilson.
Tarnopol y otros 18 ejecutivos de Brunswick fueron acusados de cargos federales de fraude postal y evasión de impuestos derivados de sobornos y escándalos de payola en 1975. También en la acusación se mencionaba que Tarnopol debía al menos $ 1 millón de dólares en regalías a Wilson. En 1976, Tarnopol y los demás fueron declarados culpables; un tribunal de apelaciones revocó su condena 18 meses después. Aunque se anuló la condena, los jueces entraron en detalles, destacando que Tarnopol y Brunswick Records defraudaron a sus artistas de regalías, y que estaban convencidos de que había pruebas suficientes para que Wilson presentara una demanda. Sin embargo, nunca se llevó a cabo un juicio para demandar a Tarnopol por regalías, ya que Wilson yacía en un hogar de ancianos semi-comatoso. Tarnopol nunca le pagó a Wilson el dinero que había recibido, y Wilson murió debiendo una gran suma al IRS y los registros de Brunswick.
Uno de los aspectos más destacados del juicio por fraude fiscal federal de Tarnopol y los otros ejecutivos de Brunswick se produjo cuando Eugene Record de Chi-Lites declaró que había sido agredido durante una negociación de contrato en la oficina de Brunswick en Nueva York. Record declaró que le pidió dinero anticipado a Tarnopol en una grabación en 1972 cuando un asociado de Tarnopol, a quien Record identificó como Johnny Roberts, le preguntó a Tarnopol "¿Debería torcerle la nariz?" Antes de que llegara cualquier respuesta, Record dijo que Roberts "de repente comenzó a torcer mi nariz, y cuando aparté su brazo, me golpeó en la cara y me quitó las gafas". Una historia similar se refiere a Wilson, quien, según los informes, fue colgado de la ventana de la oficina de Tarnopol por sus pies cuando Wilson preguntó por dinero.

## Matrimonios e hijos
A la edad de 16 años, Wilson se casó con su novia Freda Hood en 1951 mientras estaba embarazada. Juntos tuvieron cuatro hijos (Jacqueline Denise, Sandra Kay, Jack Leroy Jr y Anthony Duane). Hood se divorció de Wilson en 1965, después de 14 años de matrimonio, ya que estaba frustrada con su notoria actitud de mujeriego. [6]
En 1967, Wilson se casó con su segunda esposa, la modelo Harlean Harris (1937–2019), a instancias de Nat Tarnopol para reparar su imagen. [46] [47] Habían estado saliendo desde al menos 1960, y tenían un hijo, John Dominick conocido como Petey, nacido en 1963. [46] Wilson y Harris se separaron legalmente en 1969. [48] Wilson luego vivió con Lynn Guidry. Tuvieron dos hijos, su hijo Thor Lathan Kenneth (n. 1972) y su hija, Li-Nie Shawn (n. 1975). Wilson tenía una relación con Guidry, quien tenía la impresión de que ella era su esposa legal, hasta su ataque cardíaco en 1975. Sin embargo, Wilson y Harris nunca se divorciaron oficialmente. Harris se convirtió en su tutor designado por el tribunal en 1978. [33]
Jackie Jr, el hijo de 16 años de Wilson, fue asesinado a tiros en el porche de un vecino cerca de su casa en Detroit en 1970. Wilson se hundió en un período de depresión, y durante los siguientes dos años siguió siendo un recluso. Se dedicó al abuso de drogas y continuó bebiendo en un intento por hacer frente a la pérdida de su hijo. [49] Más tragedia golpeó cuando dos de las hijas de Wilson murieron cuando eran jóvenes. [50] Su hija Sandra murió en 1977 a la edad de 24 años de un aparente ataque al corazón. Otra hija, Jacqueline, fue asesinada en 1988 en un incidente relacionado con las drogas en Highland Park, Míchigan. [51]
Wilson también tuvo hijos fuera del matrimonio con diferentes mujeres. Uno de sus hijos, Bobby Brooks Wilson, se crio en un hogar de adopción y ahora interpreta las canciones de su padre como un acto de homenaje. [52]

## Homenajes y legado
Van Morrison grabó una canción tributo llamada " Jackie Wilson Said (I'm in Heaven When You Smile) " en su álbum de 1972 Saint Dominic's Preview .
Después de la muerte de Wilson, Michael Jackson honró a Jackie Wilson en los Premios Grammy 1984 Jackson dedicó su Álbum del Año ganador de Grammy, Thriller a Wilson, diciendo: "En el negocio del entretenimiento, hay líderes y seguidores. Y solo quiero decir que "creo que Jackie Wilson fue un artista maravilloso ... Jackie, donde estás quiero decir que te amo y muchas gracias". [53]
En 1985, los Commodores grabaron " Nightshift " en memoria de Wilson y el cantante de soul Marvin Gaye, quienes habían muerto en 1984.
Wilson obtuvo un éxito póstumo cuando " Reet Petite " alcanzó el número uno en el Reino Unido, Irlanda y los Países Bajos en 1986. Este éxito probablemente se debió en parte a un nuevo video animado hecho para la canción, con un modelo de arcilla de Wilson, que se hizo popular en la televisión. Al año siguiente volvió a las listas del Reino Unido con " I Get the Sweetest Feeling " (n.º 3) y " (Your Love Keepps Lifting Me) Higher and Higher " (n.º 15).
En su autobiografía de 1994 To Be Loved (llamada así por una de las canciones exitosas que escribió para Wilson), el fundador de Motown, Berry Gordy, declaró que Wilson era "El mejor cantante que he escuchado. El epítome de la grandeza natural. Desafortunadamente para algunos, él estableció el estándar que estaría buscando en los cantantes para siempre". [54]
En 1994, el exMonkee, Peter Tork grabó una versión de bluegrass-rock de "Higher and Higher" en su primer álbum en solitario Stranger Things Have Happened. [ cita requerida ]
En el especial de televisión VH1 de 2010, Say It Loud: A Celebration of Black Music in America, Smokey Robinson y Bobby Womack rindieron homenaje a Wilson. Smokey explicó que "Jackie Wilson fue el cantante e intérprete más dinámico que creo haber visto nunca  Bobby agregó " Era el verdadero Elvis Presley, en lo que a mí respecta ... y Elvis también le quitó mucho. " [55]
En 2010, las canciones de Wilson "Higher and Higher" y "Lonely Teardrops" ocuparon el puesto número 248 y el número 315 en la lista de las 500 mejores canciones de todos los tiempos de la revista Rolling Stone. [56]
En 2014, el artista Hozier lanzó una canción titulada "Jackie and Wilson", una obra de teatro con el nombre de Wilson. La canción incluye la letra "Llamaremos a nuestros hijos Jackie y Wilson y los criaremos con ritmo y blues". [57]
En 2016, Cottage Grove Street en Detroit pasó a llamarse Jackie Wilson Lane en su honor. [58]
En 2018, Hologram USA Networks Inc. lanzó el espectáculo de hologramas, Higher & Higher: The Jackie Wilson Story . [59] [60]

## Representaciones en los medios
En 1987, Wilson fue interpretado en la película biográfica de Ritchie Valens La Bamba por Howard Huntsberry .
En 1992, Wilson fue interpretado en la miniserie de ABC por Grady Harrell en The Jacksons: An American Dream. [ cita requerida ]
En 2000, Wilson fue interpretado por Chester Gregory en la producción musical del Teatro Black Ensemble de Chicago sobre la vida de Wilson. [61]

## Discografía

### Sencillos
| Año  | Título                                                                          | Posición lista de éxitos | Posición lista de éxitos | Posición lista de éxitos |
| Año  | Título                                                                          | US Billboard Hot 100     | US R&B                   | UK Singles Chart         |
| ---- | ------------------------------------------------------------------------------- | ------------------------ | ------------------------ | ------------------------ |
| 1957 | "Reet Petite"                                                                   | 62                       | -                        | 6                        |
| 1957 | "To Be Loved"                                                                   | 22                       | 7                        | 23                       |
| 1958 | "Lonely Teardrops"                                                              | 7                        | 1                        | -                        |
| 1959 | "That's Why (I Love You So)"                                                    | 13                       | 2                        | -                        |
| 1959 | "I'll Be Satisfied"                                                             | 20                       | 6                        | -                        |
| 1959 | "You Better Know It"                                                            | 37                       | 1                        | -                        |
| 1959 | "Talk That Talk"                                                                | 34                       | 3                        | -                        |
| 1960 | "A Woman, a Lover, a Friend"                                                    | 15                       | 1                        | -                        |
| 1960 | "Night"                                                                         | 4                        | -                        | -                        |
| 1960 | "Alone at Last"                                                                 | 8                        | -                        | 50                       |
| 1960 | "Doggin' Around"                                                                | 15                       | 1                        | -                        |
| 1960 | "Am I the Man"                                                                  | -                        | 10                       | -                        |
| 1960 | "(You Were Made For) All My Love"                                               | -                        | -                        | 33                       |
| 1961 | "My Empty Arms"                                                                 | 9                        | -                        | -                        |
| 1961 | "The Tear of the Year"                                                          | -                        | 10                       | -                        |
| 1961 | "I'm Comin' on Back to You"                                                     | 19                       | 9                        | -                        |
| 1963 | "Baby Workout"                                                                  | 5                        | 1                        | -                        |
| 1966 | "Whispers (Gettin' Louder)"                                                     | 11                       | 5                        | -                        |
| 1967 | "(Your Love Keeps Lifting Me) Higher and Higher"                                | 6                        | 1                        | -                        |
| 1969 | "(Your Love Keeps Lifting Me) Higher and Higher"                                | -                        | -                        | 11                       |
| 1970 | "(I Can Feel These Vibrations) This Love is For Real"                           | -                        | 9                        | -                        |
| 1972 | "I Get the Sweetest Feeling"                                                    | -                        | -                        | 9                        |
| 1975 | "I Get the Sweetest Feeling" / "(Your Love Keeps Lifting Me) Higher and Higher" | -                        | -                        | 25                       |
| 1986 | "Reet Petite"                                                                   | -                        | -                        | 1                        |
| 1987 | "I Get the Sweetest Feeling"                                                    | -                        | -                        | 3                        |
| 1987 | "(Your Love Keeps Lifting Me) Higher and Higher"                                | -                        | -                        | 15                       |

### Álbumes
| Año  | Título                             | Posición listas de éxitos | Posición listas de éxitos | Posición listas de éxitos |
| Año  | Título                             | US Pop                    | US R&B                    |                           |
| ---- | ---------------------------------- | ------------------------- | ------------------------- | ------------------------- |
| 1963 | Baby Workout                       | 36                        | *                         |                           |
| 1963 | Merry Christmas from Jackie Wilson | 6                         | *                         |                           |
| 1966 | Whispers                           | -                         | 15                        |                           |
| 1967 | Higher and Higher                  | -                         | 28                        |                           |
| 1968 | Manufacturers of Soul              | -                         | 18                        |                           |